# Сарра (Валенсія)
Сарра (ісп. Zarra) — муніципалітет в Іспанії, у складі автономної спільноти Валенсія, у провінції Валенсія. Населення — 520 осіб (2010).

## Географія
Муніципалітет розташований на відстані близько 270 км на південний схід від Мадрида, 75 км на південний захід від Валенсії.

## Демографія
Динаміка населення (INE ):

## Галерея зображень

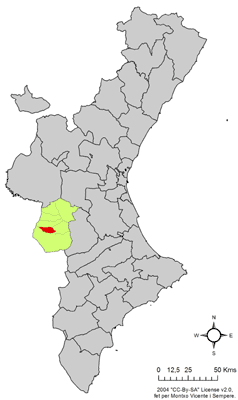
Розташування муніципалітету Сарра у автономній спільноті Валенсія
Розташування муніципалітету Сарра у комарці Вальє-де-Айора